# 田山幸憲
田山 幸憲（たやま ゆきのり、1946年10月3日 - 2001年7月4日）は、日本のパチプロ、パチンコライター。東京都出身。

## 来歴
1965年、東京都立小石川高等学校卒業。同級生に鳩山由紀夫がいた。在学時に読んだ「白鯨」をきっかけに船乗りを目指すが、海員学校の規定する視力に満たなかったため挫折。その反動で東京大学入学を目指し、1年間の浪人生活の後、1966年東京大学文科三類合格。東大合格を最終目標に据えていた故か、入学以降は基本的にやる気のない学生であった。ある日、たまには講義に出席しようかと気まぐれを起こし大学に向かう道中、かつての悪友・千本木と再会。流れでパチンコを打つこととなったが、ビギナーズラックも手伝い、千本木も舌を巻くほど玉を出したことがきっかけでパチンコにのめり込むようになる。在学中はパチンコや友人との飲み歩き・麻雀・アルバイトと放蕩三昧であった。
最初の留年直後の1年間は学業に本腰を入れ、1967年に2年に進級を果たしたものの、東大紛争による強制留年を経て、1970年に東大を自主退学する。母親が大学に頼んで休学扱いにしていたが、本人は知らなかったという。東大退学後も放蕩は相変わらずだったが、セミプロ生活を続けているうちにパチプロたちと交友が深まるにつれ、連中の中でも特に腕の立つプロ達から技術を吸収していき、パチンコの腕前は目に見えて上達していった。1972年、アルバイト先の経営不振に端を発する同業の引き抜き疑惑から親方との行き違いに発展、嫌気が差した事を機にアルバイトを放棄しパチンコ一本で稼ぐことを決意。1973年、26歳にしてパチプロ生活をスタートした。
ライターとしてのデビューは1976年。知人の代打として夕刊紙に呑み屋のルポを連載。これが好評を得て、パチンコに関するコラムの連載を持つきっかけとなり、当時としては数少ない「文章を書けるパチプロ」として重宝された。1977年末、『パチプロ告白記』執筆を機にパチプロを引退し、会社勤めの身となるが半年で退社しパチプロに復帰。1986年、ネグラにしていた池袋西口「山楽会館」にパチプロ集団が入り込んで店の雰囲気が悪化したため、大阪へ行って塗装業でやり直そうと努力した。しかし、体力の衰えから塗装業を断念して東京へ戻った。その後もだいたい5年ごとに、パチプロから足を洗いたい衝動に駆られたという。この間、時期を同じくして数々の取材や執筆依頼が殺到、東大中退という異色の経歴を持つパチプロとして知られる事となる。
1988年、パチンコ必勝ガイド編集長（当時）の末井昭と出会う。1989年、パチンコ必勝ガイドに『田山幸憲のパチプロ日記』連載開始。10年以上の長期に亘る連載となり、また、執筆活動が本格化してからの大半を占める期間のパチプロ生活が描かれており、まさにライフワークと呼べる作品となった。
『パチプロ日記』連載開始以降のパチプロ生活は、これまでにない頻度で短期間でのネグラ替えを余儀なくされたり身体に不調をきたすことも多くなるなど、自身にとって大きな変化を伴うものとなった。1992年に生まれ育った豊島区池袋（要町）の実家と土地を売却し、母親と共に世田谷区玉川台（用賀）へ引っ越し、生活の拠点を変えた。しばらくは池袋へ通勤していたが、体力的、精神的な限界を迎え、1993年5月から神奈川県川崎市溝の口の某店へとネグラ替えを行っている。その溝の口の店舗も、再開発に伴う区画整理で閉店。その後は桜新町、青葉台を転々とし、最終的に地元の用賀の店舗に落ち着いた。1995年秋頃、舌がんと診断され、手術を経て1996年1月に退院。2000年4月舌がんが再発、2001年1月4日『パチプロ日記』を休載。これが田山生前の最終稿となった。
2001年7月4日、舌癌により入院先の東大病院でその生涯を閉じた。享年54歳。7月4日は晩年田山が好んで打っていたパチンコ機『ナナシー』（豊丸産業）とも読め、葬儀が執り行われた7月7日は「7のゾロ目」でそれぞれパチンコに通ずるものとなった。墓所は千葉県松戸市の八柱霊園。

## 人物・エピソード
ハネ物タイプでのVゾーン入賞を「食い付く」などと記す独特の書き回しや、「あにはからんや」「ケも無し」「してやったり！」「シメシメルック」「デキた！」「目くるめく7・7・7」などの口癖、文章からにじみ出るパチンコへのこだわりから垣間見える人物像が人気だった。
パチプロ日記などで掲載された田山の信条として「10回パチンコに行ったら9回は勝って、一度は負けるくらいの愛嬌が必要（9割勝法）」「パチンコでその日の酒代だけ稼げればよい」「一緒に酒を飲まない奴は信用しない（酒を飲むと本音が出ると考えているため）」などがある。
食事をほとんど摂らなかった。朝はパチンコ店前の喫茶店でコーヒーを飲み、昼食は食べずにパチンコ店の自販機で購入したお茶やスポーツドリンクを飲み、夜はつまみもほとんど食べずに酒だけを飲んでいた。
著書の中で度々出てくる「パチプロなんかになるもんじゃない、何も社会に貢献してないんだから」「いくら稼げてもパチンコは遊びだ、あの姿が働いてるように見えるか？」といった旨の文章に見られる通り、パチプロを職業とする見方には否定的である。
競輪が趣味であり、パチプロ日記のための実戦日と競輪の開催日が重なると、いつパチンコを切り上げるかといったジレンマが度々、日記内で見られた。自身の置かれた状況によって時折“禁輪”したりしていた。将棋や麻雀も好きであり、溝の口時代は通勤する電車の中や、喫茶店にてスポーツ新聞の詰め将棋を解くことを楽しみとしていた。

## 末井昭との関係
1988年、当時パチンコ必勝ガイド編集長だった末井昭が田山と初対面する。第一印象は「なんか胡散臭い人」。
末井の口の上手さに乗せられ原稿を書いているうちに、「パチプロ日記」は連載となり、書籍化する運びとなった。1990年3月から5月に書籍化のため、毎日の日記を書いたが、この原稿を末井に手渡した瞬間に「で、次回の日記ですけど…」と言われ田山はその末井の計算高さや図々しさに唖然としたという。「この末井という男の、全てを既定路線かのように伝えてくる器量というか、神経の図太さは俺とは次元が違う」と評している。
しかし田山は末井を嫌っていたわけではなく、原稿引き渡しの時は一緒に飲みに行き、麻雀を楽しむ仲で末井も病気療養中も誰よりも田山を支えてサポートした。療養後には登山や温泉旅行、北陸旅行などへ田山を誘っていた。
その末井が田山と最後に接触した業界関係者となった。2001年2月21日に用賀で、玉川病院へ検査へ向かう田山を末井が発見。病院にて田山を励ましたが、田山は口を開かず、鞄から取り出したメモ用紙に「いつ死ぬか」と書き残した。末井はその言葉に絶句し、その場で別れた。それが最後の接触となった。

## 通ったパチンコ店(ネグラ)
- 1967年頃　東京都豊島区池袋P店  田山が初めて友人に誘われ、パチンコを打った店。しばらくはここに通っていたが、定休日の時に隣のS店へ入り、S店のパチプロ達と出会う。
- 1968年頃～1977年　東京都豊島区池袋S店  田山が最も長く通った店。ここでのパチプロ達の出会いが運命を変えている。
- 1977年～1978年　東京都豊島区池袋I店  S店建て替えに伴い、仲間のプロ達と一時的にネグラを変えた。
- 1978年～1986年　東京都豊島区池袋S店  建て替え完了に伴い、S店へ戻る。しかし1986年、がっついたチンピラ達に絡まれ、自分のパチンコが打てなくなり一時撤退。
- 1986年～1988年　東京都豊島区要町M店  前述の事件により、この店へ一時的にネグラを変える。チンピラ達がS店を出入り禁止になったとの報を受けS店へ復帰。
- 1988年～1993年4月　東京都豊島区池袋S店  前述の通り、自宅と土地を売却し池袋を去る事になり、長年通い続けたS店に別れを告げる。
- 1993年5月～1995年5月　神奈川県川崎市高津区溝の口B店  S店の通勤に限界を迎え、近場の溝の口にネグラを定めた。しかし東京よりも安い換金率や、当時田山が得意としていたハネモノの厳しいハウスルールにより、この頃からデジパチをメインで打つようになる。南武線で、京王閣競輪場にも、川崎競輪場にも、立川競輪場にも行きやすくなったため、パチンコをとるか競輪をとるかで悩む事が多かったのもこの頃である。溝の口駅前の再開発に伴い閉店。
- 1995年6月～1997年10月　東京都世田谷区桜新町H店  前述の通り、再開発に伴い家から近い桜新町の店にネグラを定める。このネグラ替えの時期にガンが発覚する。
- 1997年10月～1998年3月　神奈川県横浜市青葉区青葉台B店  自宅からかなり離れた青葉台にネグラを移す。しかし通勤時間の長さに加え、朝9時開店という時間的制約にも苦しめられすぐにこの店を捨てた。
- 1998年3月～7月　東京都世田谷区用賀C店  ガンの後遺症に伴う体力の低下で、地元の店をネグラに定める。
- 1998年8月～2001年1月　東京都世田谷区用賀H店  C店の向かいにあるこの店へネグラ替え。当時田山がはまっていた「ナナシー」の釘状態やハウスルールが有利だったため。ここが最後のネグラとなる。

## 主な著書
- 『パチプロ告白記』（三恵書房）
- 『続・パチプロ告白記』（三恵書房）
- 『パチプロけもの道』（幻冬舎） - 幻冬舎アウトロー文庫として刊行。パチプロ告白記、続・パチプロ告白記の二冊を再構成・加筆した作品。
- 『パチプロ日記』（白夜書房） - 全10巻。第1巻のみ完全書き下ろしの内容[注釈 4]で、第2巻以降はパチンコ必勝ガイド連載分の再録（平成5年1月の日記から[注釈 5]）。全巻が電子書籍として刊行済。
- 『ベスト・オブ・パチプロ日記』（白夜書房） - パチプロ日記の総集編。上・下巻。
- 『パチプロ泡沫記』（白夜書房） - 王様手帖（アド・サークル）連載のミニエッセイ『パチプロうたかた記』を選り抜き収録した単行本。
- 『田山幸憲パチプロ日記before』（白夜書房） - 漫画パチンカー連載。原作を担当（作画：伊賀和洋、脚本：橋野健志郎）。単行本は全72話のうち27話までの収録（全3巻）に留まっており、後述のコンビニコミック版発売までは掲載誌を入手する以外に完結までを追う手段はなかった。
- 『田山幸憲パチプロ日記』（小池書院） - パチプロ日記beforeのコンビニコミック版（全4巻）。最終巻には描き下ろし『パチプロ日記after』を収録。電子書籍も刊行された（全8巻）。

## オリジナルビデオ
- 田山幸憲のパチプロ日記　1997年8月2日 - 斉木しげる主演（田山本人も出演している）